# Димитър I Кантакузин
Вижте пояснителната страница за други личности с името Димитър Кантакузин.
Димитър I Кантакузин (на гръцки: Δημήτριος Α΄ Καντακουζηνός; на английски: Demetrios I Kantakuzenos, * ок. 1343, † между 1384 и 1420) е 1383 г. севастократор и византийски деспот на Морея.
Димитър произлиза от византийската императорска фамилия Кантакузини и от българската царска фамилия Асеневци. Той е вторият син на Матей Кантакузин, деспот на Морея, и съпругата му Ирина Палеологина. Баща му е син на димотишкия император Йоан VI Кантакузин и Ирина Асенина. Майка му Ирина е дъщеря на деспот Димитър Палеолог († сл. 1343) и съпругата му Теодора, и съответно внучка по бащина линия на император Андроник II Палеолог и Ирина Монфератска. Чрез прародителите на прабаба му Ирина Монфератска Димитър I Кантакузин е роднина на множество кралски фамилии. 
От 1361 г. Димитър I е съдеспот на Морея. Византийският император Йоан V Палеолог решава през 1381 г. да смени Матей Кантакузин със своя син Тодор I Палеолог.
През 1383 г. Матей Кантакузин предава властта на Димитър и му казва на свой ред да предаде властта на Палеолозите мирно и спокойно. Димитър се опитва да запази властта за себе си, но не успява.
Тодор I Палеолог пристига в Морея и взема властта от Димитър I Кантакузин.
Един внук или племенник на Димитър I, Мануил Кантакузин, се опитва да вземе властта в Морея през 1453 г. малко след падането на Константинопол.

## Потомци
Според Foundation for Medieval Genealogy, Byzantium 1261 – 1453 Димитър I Кантакузин има две деца:
- Теодор Кантакузин (* след 1361, † 1410)
- ? Кантакузин

Според същия източник Теодор Кантакузин, (* след 1361, † 1410) има 8 или 9 деца:
- Димитър Кантакузин - най-големият му син (както повелява традицията кръстен на бащата на Теодор Кантакузин) според т.нар. Масарелиев ръкопис, съхраняван във Ватикана,[4] е починал млад и от брака си с Александра има син, починал на 18-годишна възраст.
- Мануил Кантакузин (според Масарелиевия ръкопис втори по ред син) е протостратор през 1420-1429 г. На 29 март 1429 г. по време на османската обсада на Патра той спасява Константин XI Палеолог, бъдещия последен в историята на Византийската империя василевс, но самият той, падайки от коня си, е пленен.[5] Мануил има син Андрей, който не продължава рода, тъй като и трите му деца умират непълнолетни, и дъщеря Евдокия, омъжена за внук на трапезундския император, също без потомство.
- Георги Палеолог Кантакузин, „Захатай“ (ok. 1390, † 1456/1459), учен и военачалник. От 1437 г. живее в Моравското деспотство на Георги Бранкович, за когото се омъжва сестра му Ирина. През 1456 г. организира защитата на Смедерево от унгарците. Георги има 12 сина и 12 дъщери.
- Андроник Палеолог Кантакузин († 3 юни 1453 екзекутиран в Константинопол), последният главен дворцов майстор на Византийската империя. В същия ден е обезглавен и неговият син Теодор Кантакузин по заповед на Мурад II, както и други негови синове, чиито имена не са идентифицирани.[6]
- Тома Кантакузин († 25 юли 1463 в Адрианопол), дипломат на Георги Бранкович през 1433-1439. Един от защитниците на крепостта Смедерево от султан Мурад II през 1439 г. Военачалник на сръбските войски през 1448-1452 г. Според Масарелиевия ръкопис се жени за дъщеря на германския император, чието име не е установено, бракът остава бездетен.[7]
- Теодора Кантакузина († 12 ноември 1426, погребана в църквата Златната дева в Трапезунд). Според Масарелиевия ръкопис тя е най-голямата от дъщерите на Теодор Кантакузин. Според Хрониката на Михаил Панаретос, записките на Ри Гонзалес де Клавийо и други документи от епохата тя е омъжена през 1404 г. за Алексий IV, император на Трапезунд (1417 - 1429).
- Ирина Кантакузина (* ок. 1400, † 2 май 1457 в планината Рудник), съпруга на Георги Бранкович от 1414 г.
- Елена Кантакузина († ок. 1 ноември 1463 в Адрианопол), императрица на Трапезунд, съпруга на Давид Комнин, последния импператор на Трапезунд.
- Мария Кантакузина

Според Genealogy.eu от Мирослав Марек някои от тези деца (горе) не са внуци, а деца на Димитър I.
Димитър I или неговият брат Йоан се смятат за прародители на румънския клон на фамилията Кантакузини, с име Кантакузино (Cantacuzino, също: Cantacuzene).